# 東映建工
株式会社 東映建工（とうえいけんこう、英語: TOEI KENKO CO.,LTD）は、東映グループ傘下の建設会社である。

## 概要
日本の映画会社である東映の子会社。主に映画館や商業施設、マンション、老人ホームなどの設計、建築、内装、施工を手掛ける。
映画館においては、東映の子会社であるティ・ジョイのみならず、TOHOシネマズ・109シネマズ・ユナイテッド・シネマ・イオンシネマ・松竹マルチプレックスシアターズ・シネマサンシャインなど主要な映画興行会社の多くの映画館の設計・施工を手掛ける。特殊上映システムのMX4Dや4DXに関しては、施工後の保守点検も含めてほぼ独占的に手掛けている。

## 主な施工実績
出典：

### 映画館
- ティ・ジョイ系列の各映画館
  - 横浜ブルク13
  - こうのすシネマ
  - T・ジョイ京都
- TOHOシネマズららぽーと富士見
- TOHOシネマズ六本木ヒルズ - MX4D施工・保守点検
- TOHOシネマズ日比谷
- 109シネマズ港北
- 109シネマズ木場
- 109シネマズMM横浜[4]
- 109シネマズ名古屋
- 109シネマズ佐野
- 109シネマズHAT神戸
- 109シネマズ湘南
- 109シネマズ二子玉川[5]
- 109シネマズ大阪エキスポシティ
- 109シネマズグランベリーパーク[6]
- ローソン・ユナイテッドシネマ前橋
- ユナイテッド・シネマ春日部 - 設計・施工
- ユナイテッド・シネマ豊洲
- ユナイテッド・シネマ ウニクス秩父[7]
- イオンシネマ津
- MOVIXつくば
- 丸の内ピカデリー - ドルビーシネマ設計・施工及び2021年スクリーン1・2改装施工
- 大阪ステーションシティシネマ
- USシネマ木更津
- USシネマつくば
- ソラシネマちとせ
- 新宿武蔵野館
- 新宿シネマカリテ
- グランドシネマサンシャイン池袋
- 横須賀HUMAXシネマズ
- kino cinéma 横浜みなとみらい[8] - 設計・施工
- Bunkamuraル・シネマ渋谷宮下[9]

### 商業施設
- Orbi Osaka - 設計・施工
- 横浜博覧館
- 東映太秦映画村

### その他
- グランドプリンスホテル新高輪 - 設計・施工
- 福岡東映ホテル
- iTSCOM STUDIO ＆ HALL 二子玉川ライズ
- サンシティの各施設
- 株式会社リバティが事業主の各開発案件